# 珍道中シリーズ
珍道中シリーズ（英語Road to...、「…への道」の意）は、ビング・クロスビー、ボブ・ホープ、ドロシー・ラムーアを主役にした、アメリカ合衆国のコメディ映画のシリーズである。「ロードもの Road pictures」ともいう。

## 概要
本作品群は、いずれも冒険、喜劇、恋愛、そして音楽を組み合わせたものであり、ミュージカル映画としての側面も持っている。
最小限のプロットはギャグ、およびクロスビーとホープが撮影中に放つ大量のアドリブに重点を置いたものであり、「バリ島」までの各作品ではヒロインのラムーアを巡ってクロスビーとホープが恋のさや当てを繰り広げるパターンも繰り返される（たいていの場合、勝ちを収めるのはクロスビーで、最後にホープがぼやくという流れである）。
大量の楽屋落ちは、ほかのハリウッドの俳優への目配せや、パラマウント映画へのジャブに満ちている。パラマウント社は『ミサイル珍道中』以外の全作の製作配給元である。
作中には、ボブ・ホープが「第四の壁」を破る瞬間がたびたび登場する。一例として『バリ島珍道中』では、壁を破ったあとに、カメラ目線で観客に向かって、「（クロスビーが）もうじき歌うぜ、お客さん。さあ、席を立ってポップコーンを買ってきな」と言い放つ。
また、ハリウッド映画における「ご都合主義」を逆手に取ったギャグも多い。敵に囲まれる危機を迎えたクロスビーとホープが、次のシーンでは「どうしてあそこで無事だったんだろうね？」「説明しても信じてもらえないだろう」とまともな危機脱出の説明もなしで無事に進んでしまうようなくだりは、その最たるものであろう。
ギャグやおふざけは多いが、挿入される音楽の質は高く、作曲家のジミー・ヴァン・ヒューゼンや作詞家のジョニー・バークらが優れた挿入歌を多く作り、主としてクロスビーの歌唱で流された。その中には後世に残るスタンダードとなったバラードの例も多い。代表は「モロッコへの道」の挿入歌「ムーンライト・ビカムズ・ユー」、「南米珍道中」の挿入歌「バット・ビューティフル」などであろう。
なお、『ミサイル珍道中』以外の全作品が製作国(米国)に於いてパブリックドメインとなっている。
またシリーズ間におけるストーリーや役名の繋がりは存在しておらず、それぞれ1作で完結している。

## フィルモグラフィ
パラマウント映画製作分
- シンガポール珍道中 Road to Singapore　1940年　監督ヴィクター・シャーツィンガー
- アフリカ珍道中 Road to Zanzibar　1941年　監督ヴィクター・シャーツィンガー
- モロッコへの道 Road to Morocco　1942年　監督デヴィッド・バトラー
- アラスカ珍道中 Road to Utopia　1946年　監督ハル・ウォーカー
- 南米珍道中 Road to Rio　1947年　監督ノーマン・Z・マクロード
- バリ島珍道中 Road to Bali　1952年　監督ハル・ウォーカー

ユナイテッド・アーティスツ製作分（メルナー・フィルム制作、英米合作映画）
- ミサイル珍道中 The Road to Hong Kong　1962年　監督ノーマン・パナマ

※日本では次の作品も加えて、「8本のシリーズ」とされ、8番目に公開された。ただし原題からも分かるように本来は珍道中シリーズではない。またクロスビーとラムーアは出演していない。
- よろめき珍道中 The Facts of Life　1960年　監督メルヴィン・フランク

主演ルシル・ボール、ボブ・ホープ（HLP社制作）

## 『若返りの泉珍道中』
1977年、8作目（日本でいえば9作目）の「珍道中シリーズ」として、若返りの泉への道（Road to the Fountain of Youth）、つまり『若返りの泉珍道中』が企画されたが、その年、クロスビーが心臓発作で亡くなってしまった。そのさらに2年後、ホープがジョージ・バーンズとともに新作映画を撮る可能性をアナウンスしたが、それは実現しなかった。

## パロディ作品
フォックス放送のテレビアニメシリーズ『ファミリー・ガイ』には、3作の「珍道中シリーズ Road to...」があり、オリジナルの「ロードもの」のパロディにしたものである。ブライアンとスチューイを主人公とし、各話、『ロード島珍道中 Road to Rhode Island』、『ヨーロッパ珍道中 Road to Europe』、『ルパート珍道中 Road to Rupert』と題されている。『ドイツ珍道中 Road to Germany』はすでにアナウンスされているが、まだ放送されてはいない。
ドリームワークス社の映画『エル・ドラド 黄金の都 The Road to El Dorado』（2000年）は、タイトルからわかる通り、「珍道中シリーズ」から名づけられている。
『スパイ・ライク・アス』（監督ジョン・ランディス、1985年）は本シリーズへのオマージュである。ボブ・ホープがワン・シーン、カメオ出演している。

## 註
1. ↑  The 'Road...' Films of Hope, Crosby and Lamour（bbc.co.uk）を参照。
2. ↑  Trivia for The Road to Hong Kong（IMDb）を参照。